# Cetate (Bistrița-Năsăud)
Cetate è un comune della Romania di 2577 abitanti, ubicato nel distretto di Bistrița-Năsăud, nella regione storica della Transilvania.
Il comune è formato dall'unione di 4 villaggi: Cetate, Orheiu Bistriței, Petriș, Satu Nou.